# Rubus villicauliformis
Rubus villicauliformis är en rosväxtart som beskrevs av Alan Newton. Rubus villicauliformis ingår i släktet rubusar, och familjen rosväxter. Inga underarter finns listade i Catalogue of Life.